# Cerapachys cribrinodis
Cerapachys cribrinodis är en myrart som först beskrevs av Carlo Emery 1899.  Cerapachys cribrinodis ingår i släktet Cerapachys och familjen myror. Inga underarter finns listade.